# 鄰居棋
鄰居棋（Neighbours），是Frank Riepenhausen在2003年推出的兩人棋類。

## 棋具
- 西洋棋棋盤。

- 棋子各方八顆，以兩色各代表一方。

## 棋規
- 初始佈置為兩方棋子各擺於己方底行。

- 每方輪流動一己棋。棋子可沿橫、縱、斜線做直線移動至敵棋或空位處，不可穿過任何棋子，其移動步數需等於出發格鄰格的棋子總數。移動到的目的格，有敵棋存在，則將後者移出遊戲不再使用。

- 無法移動或無棋在場時輸掉遊戲。[1]

## 外部連結
- 遊戲棋譜 （页面存档备份，存于）
- 遊戲下載 （页面存档备份，存于）